# Gustav Philipp von Pfalz-Veldenz

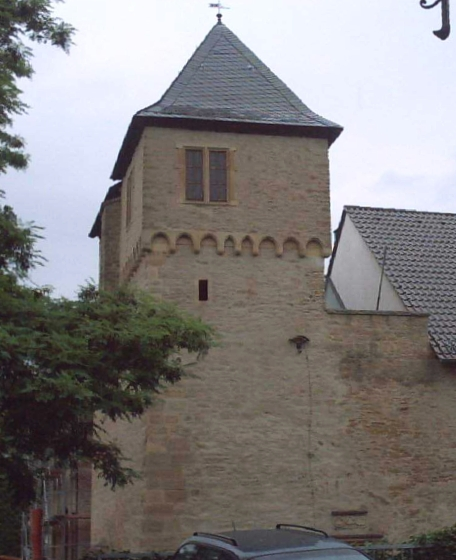
Schloss-Turm Lauterecken; hier war Erbprinz Gustav Philipp über ein Jahr lang eingesperrt und hier wurde er ermordet.

Gustav Philipp von Pfalz-Veldenz-Lützelstein (* 17. Juli 1651 in Lauterecken; † 18. August 1679 ebenda) gehörte einer Seitenlinie des Fürstenhauses Wittelsbach an und war der Erbprinz des Fürstentums Pfalz-Veldenz. Er trat vom lutherischen zum katholischen Glauben über, wurde in der Folge von seinem Vater etwa ein Jahr lang im Schlossturm zu Lauterecken eingesperrt und dort auf Geheiß seines Vaters von einem Wachtmeister erschossen.

## Leben und Tod Gustav Philipps
Erbprinz Gustav Philipp von Pfalz-Veldenz-Lützelstein wurde als Sohn des Pfalzgrafen Leopold Ludwig von Pfalz-Veldenz-Lützelstein und dessen Gemahlin Agatha Christine von Hanau-Lichtenberg im väterlichen Schloss in Lauterecken geboren. Über seine Jugend sind keine schriftlichen Quellen vorhanden. Der Heimatschriftsteller Hermann Lorch (1878–1964) verfasste jedoch aufgrund der Ortsüberlieferung die Erzählung „Gustav Philipps Heimkehr“ und konstatiert darin über dessen Jugend: „Als Knabe wohnte er in einem Haus in Lauterecken, das die Leute Schloß nannten. Er verbrachte hier eine freudlose Jugend.“
Als der Prinz erwachsen war, durchreiste er Frankreich, Schweden, Dänemark und Deutschland. Zunächst diente er dem Herzog von Lothringen, danach trat er in kaiserliche Dienste. In der Schlacht bei Sinsheim am 16. Juni 1674 erwarb er sich einen „Heldennamen“, wie es ein alter Bericht im katholischen Pfarrarchiv Lauterecken konstatiert. Der Prinz führte ein ausgelassenes Leben, wie es in dieser Zeit die meisten Adeligen – zumal beim Militär – taten. Später wurde teilweise von Grausamkeiten und Mordtaten berichtet.
Der Prinz konvertierte gegen den Willen seines Vaters vom evangelisch-lutherischen zum Römisch-katholischen Bekenntnis. Die Auseinandersetzungen mit dem im fernen Lützelstein residierenden Vater verschärften sich und schließlich warf dieser den Prinzen aus dem bisher von diesem bewohnten Schloss in Lauterecken hinaus. Der Prinz, öffentlich in seinem Ansehen bloßgestellt, übte sein Hausrecht aus und verschaffte sich im August 1678 gewaltsam Zutritt zum Schloss. Hierbei kam es zum Handgemenge und er stach einen jungen Mann nieder. Diese Tat nahm der Vater zum Anlass, den Sohn gefangen zu setzen. Gustav Philipp wurde ohne Untersuchung oder Gerichtsverhandlung in den Turm geworfen und man ließ ihn dort „schmachten“. Im geheimen Hausarchiv des Bayerischen Staatsarchivs ist ein Brief des Erbprinzen vom 26. Dezember 1678 erhalten, in dem er zu den Haftbedingungen u. a. schreibt: „…ich bin eingesperrt in einem finsteren Gefängnis, wo ich weder Sonne noch Mond sehe und man gibt mir kein Feuer mich zu wärmen, so daß ich vor Kälte sterbe...“ Man schickte ihm täglich den protestantischen Pfarrer Haack, um ihn zum lutherischen Glauben zurückzuführen. Diese Tatsache weist auf die religiös-politischen Hintergründe der Affäre. Während Pfarrer Haack dem Pfalzgrafen berichtet: „der Erbprinz kehrte wieder zur Augsburgischen Confession zurück, da er jedoch keine Buß und Reue zeigte verweigerte ich ihm die Absolution und das Abendmahl.“, sprechen die im bayerischen Staatsarchiv verwahrten Briefe des 27-jährigen gefangenen Prinzen eine ganz andere Sprache. Er schreibt als „unterthänigst gehorsamstes Kind“ an seinen „herzallerliebsten Vater“ und drückt zutiefst christliche Regungen aus, wie etwa „Bereuung begangener Untaten“ und „das Vertrauen auf Gottes Barmherzigkeit“; Haacks Aussagen sind daher zweifelhaft. Gegen eine Rückkehr zur „Augsburgischen Confession“ spricht, dass sich sowohl der Bischof von Trier als auch der päpstliche Nuntius für die Freilassung des Erbprinzen einsetzten.
Auf die Ermordung des Erbprinzen folgte eine geheime Beisetzung. Er wurde laut offizieller Geschichtsschreibung am 24. August 1679, nachts zwischen 12.00 und 01.00 Uhr – offenbar unter Ausschluss der Öffentlichkeit – in der protestantischen Kirche zu Lauterecken begraben. Neuere Nachforschungen lassen den Bestattungsort jedoch zweifelhaft erscheinen, da in der Kirche keine Grabstätte zu finden ist. Vermutlich wurde er an einem geheimen Ort beigesetzt. Außerdem kann man heute mit Bestimmtheit sagen, dass er entgegen den damaligen Aussagen Pfarrer Haacks eben nicht mehr zur „Augsburgischen Confession“ zurückkehrte und man ihm schon allein deshalb ein Begräbnis in der protestantischen Pfarrkirche verweigerte. Das durfte natürlich wegen des Skandals öffentlich nicht bekannt werden und man konnte ihn nur im Geheimen anderswo begraben.
Das Haus Pfalz-Veldenz starb 1694 mit Gustav Philipps Vater Leopold Ludwig von Pfalz-Veldenz-Lützelstein ohne erbberechtigte Nachkommen aus. Sämtliche Söhne waren dem Vater im Tod vorausgegangen. Nach dem Tod des älteren Erbprinzen Gustav Philipp fielen auch die beiden jüngeren als Offiziere; Karl Georg (* 1660 in Lützelstein) am 4. Juli 1686 vor Ofen und August Leopold, kurbayerischer Oberst (* 1663 in Lützelstein), am 9. September 1689 vor Mainz.

## Rezeption
Der protestantische Geistliche Friedrich Blaul ging in dessen 1838 entstandener Reisebeschreibung „Träume und Schäume vom Rhein“ auf die Geschichte ein, ebenso 1846 der katholische Historiker Franz Xaver Remling in Das Reformationswerk in der Pfalz. Beide teilten mit, der Erbprinz sei auf Geheiß seines Vaters von dem Wachtmeister Berto in der Nacht des 24. August 1679 in seinem Bett erschossen worden. August Becker schrieb 1857 in „Die Pfalz und die Pfälzer“:

„...da kam sein ältester Sohn Gustav Philipp von seinen Reisen zurück, katholisch. Alsbald ließ ihn der streng lutherische Vater gefangen nehmen, in den erwähnten Schloßturm legen und durch den roten Wachtmeister Jeremias Berto im Bett erschießen. Das lutherische Pfarrbuch sagt, der Prinz sei gefangen worden wegen Rebellion, Apostasierung und sonstiger Untaten ... Pfalzgraf Leopold Ludwig – der Vater – überlebte alle seine Kinder; nach traurigem, einsamen Alter starb er ohne Erben und sein Land fiel an Kurpfalz.“

 Ähnlich äußerte sich Walter Wilhelm Götz im Geographisch-Historischen Handbuch von Bayern.
Der Schriftsteller Friedrich Wilhelm Hebel (1875–1931) übernahm die Geschichte in sein „Pfälzisches Sagenbuch“ unter dem Titel Der Mutter Fluch mit Abänderung der Namen unter Beibehaltung der Örtlichkeiten. Der Schriftsteller Hermann Lorch (1878–1964) verarbeitete das Geschehen in der Erzählung „Gustav Philipps Heimkehr“.
Eine weitere Darstellung findet sich in Adalbert von Bayerns 1979 publizierter Familienchronik „Geschichte unserer Familie“.